# Jan Wijn
Jan Wijn (* 19. Mai 1934 in Amsterdam; † 12. Juli 2022 in Amersfoort/Provinz Utrecht) war ein niederländischer klassischer Pianist und Musikpädagoge.
In den frühen 1970er Jahren galt er zusammen mit Daniel Wayenberg, Theo Bruins und Cor de Groot als einer der vier großen Pianisten in den Niederlanden. 1976 musste er die Konzerttätigkeit wegen einer Erkrankung an fokaler Dystonie aufgeben. Danach wurde er zum bedeutendsten Klavierpädagogen seines Landes.

## Leben und Wirken
Wijn studierte am Conservatorium van Amsterdam bei Cornelius Berkhout, bei dem er 1955 sein Solistendiplom machte. Anschließend studierte er bei Béla Síki in der Schweiz und Alicia de Larrocha in Spanien. 1960 gewann er den ersten Preis beim internationalen Klavierwettbewerb in Ourense (Spanien). Danach hat er viele Recitals und Konzerte mit Orchestern auf Tourneen in England, Frankreich, Deutschland, Brasilien, Rumänien, Spanien und Russland gegeben. Er trat regelmäßig als Solist beim Concertgebouw-Orchester auf.
1972 begannen Probleme mit seiner rechten Hand, er verpasste mehr und mehr die Oktaven. Nachdem 1976 bei einem Konzert von Mozarts Konzert für zwei Klaviere und Orchester mit Willem Brons dieser wegen Wijns Problemen einen Teil seines Parts hatte übernehmen müssen, beschloss er, vorerst keine Konzerte mehr zu geben und sich auf das Unterrichten zu konzentrieren. Er spielte noch ab und zu Klaviermusik für die linke Hand wie Ravels bekanntes, für Paul Wittgenstein komponiertes Klavierkonzert für die linke Hand, fand aber zu wenige Stücke, die ihn künstlerisch interessierten. Es folgte eine jahrelange, aber erfolglose Suche nach Hilfe bei Physiotherapeuten, Magnetisierern, Masseuren sowie anderen Spezialisten im In- und Ausland und schließlich auch bei Scientology. Durch ein Interview mit dem Pianisten Leon Fleisher, der unter der gleichen Krankheit litt, erfuhr er ihren Namen: fokale Dystonie.
1997 glaubte er, die Krankheit so weit überwunden zu haben, um ein Comeback auf der Bühne des Rosa Spier Huis in Laren und danach ein Konzert im Vredenburg-Konzertsaal in Utrecht geben zu können. Er trat auch noch mit dem Gelders Orkest mit Ravels Klavierkonzert G-Dur auf und zum letzten Mal im Haitink-Saal des Amsterdamer Konservatoriums mit Werken von Maurice Ravel und César Franck. Er war mit dem Ergebnis jedoch nicht zufrieden, hatte weiterhin Probleme, mit der rechten Hand Oktaven zu greifen, und beschloss, endgültig keine Konzerte mehr zu geben.
2009 wurde Wijn zum Ritter des Ordens von Oranien-Nassau ernannt.
Jan Wijn war in zweiter Ehe mit Claartje verheiratet. Aus erster Ehe hatte er zwei Söhne.

## Lehrtätigkeit
Zwischen 1962 und 1968 war Jan Wijn Hauptfachlehrer für Klavier am Brabants Conservatorium in Tilburg und von 1968 bis 2020 am Amsterdamer Konservatorium, wo er viele erfolgreiche Schüler ausbildete und sich als Klavierpädagoge einen Namen machte. Er war ein begehrtes Jurymitglied für Wettbewerbe und gab Meisterkurse im In- und Ausland.
Zu seinen Schülern zählten Ronald Brautigam, Misha Fomin und Lucas & Arthur Jussen. Die Fernsehsendung Podium Witteman widmete Wijn am 17. Oktober 2020 aus Anlass seiner Pensionierung am Amsterdamer Konservatorium nach 52 Dienstjahren besondere Aufmerksamkeit.

## Repertoire
Eckpfeiler seines Repertoires waren: 
- Claude Debussy: Préludes
- Franz Liszt: Klaviersonate h-Moll
- Frédéric Chopin: Klaviersonate b-Moll
- Maurice Ravel: Miroirs und Klavierkonzert für die linke Hand
- Manuel de Falla: Nächte in spanischen Gärten für Klavier und Orchester
- Richard Strauss: Burleske für Klavier und Orchester
- Mozart, Beethoven, Rachmaninow, Saint-Saëns, Ravel: Klavierkonzerte